# Geva Racing
Geva Racing was een Nederlands Formule Ford-team opgericht in 1990. Het team had in 2012 vier coureurs in competitie, allemaal gebruikmakend van Duratec-motoren en Mygale-chassis: Max van Splunteren, Bart van Os, Sven Snoeks en Arthur van Uitert.

## Successen
- 1990 - Peter Gerhards wordt Nederland kampioen Formule Ford 2000
- 1994 - Ron Swart wordt Nederlands en Beneluxkampioen Formule Ford
- 1995 - Sepp Koster wordt Nederlands kampioen en Marijn van Kalmthout wordt Beneluxkampioen
- 1996 - Sebastiaan Bleekemolen wordt Nederlands en Beneluxkampioen
- 1997 - Patrick Koel wint het Beneluxkampioenschap
- 1998 - Jeroen Bleekemolen wint het Nederlands en Beneluxkampioenschap Formule Ford
- 1999 - Tom van Bavel wint de Belgische Formule Ford-titel
- 2001 - Stefan de Groot wint het Nederlands kampioenschap Formule Ford
- 2002 - Xavier Maassen wint het Belgisch kampioenschap en de Marlboro Masters-supportrace
- 2003 - Nelson van der Pol wint het Nederlands Formule Ford-kampioenschap. Helmert-Jan van der Slik wint het Nederlands en Beneluxkampioenschap Formule Ford First Division
- 2004 - Dennis Retera wint het Nederlands en Beneluxkampioenschap Formule Ford First Division
- 2005 - Dennis Retera wint het Nederlands en Beneluxkampioenschap Formule Ford en wordt derde op het Formule Ford Festival
- 2006 - Nick Catsburg wint het Nederlands en Beneluxkampioenschap Formule Ford First Division
- 2007 - Francesco Pastorelli wint het Nederlands en Beneluxkampioenschap Formule Ford Duratec en Auke Genemans wint het Nederlands en Beneluxkampioenschap Formule Ford Zetec
- 2008 - Arthur van Uitert wint het Nederlands en Beneluxkampioenschap Formule Ford Zetec
- 2009 - Melroy Heemskerk wint het Nederlands en Beneluxkampioenschap Formule Ford Duratec en Arthur van Uitert wint het Nederlands en Beneluxkampioenschap Formule Ford Zetec
- 2010 - Rogier Jongejans wint het Nederlands en Beneluxkampioenschap Formule Ford Duratec